# 国营长征农场
国营长征农场是位于中国海南省琼中黎族苗族自治县一个类似乡级单位。

## 行政区划
下辖以下地区：
国营长征场部社区、乘坡分场场部社区、太平分场场部社区、长征分场村、乘坡分场村和太平分场村。